# Kap Prince of Wales

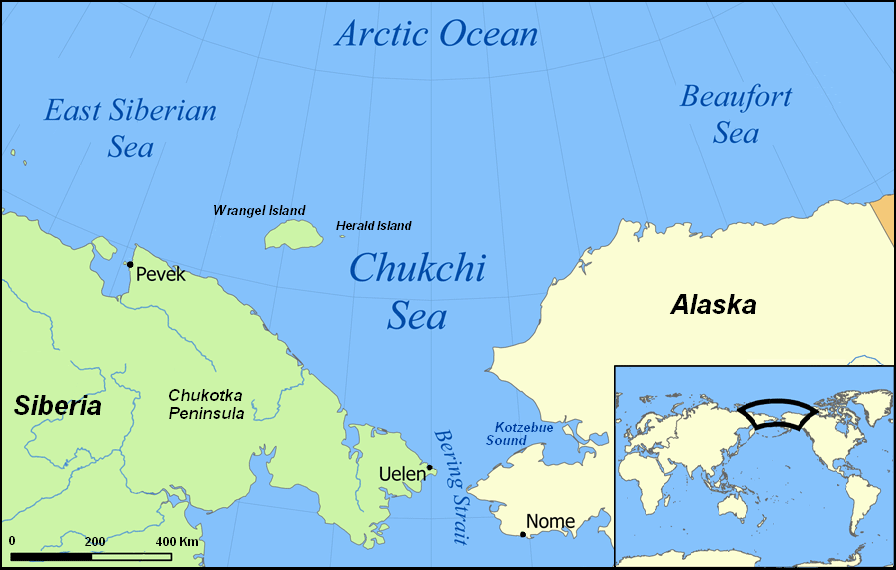
Lägeskarta

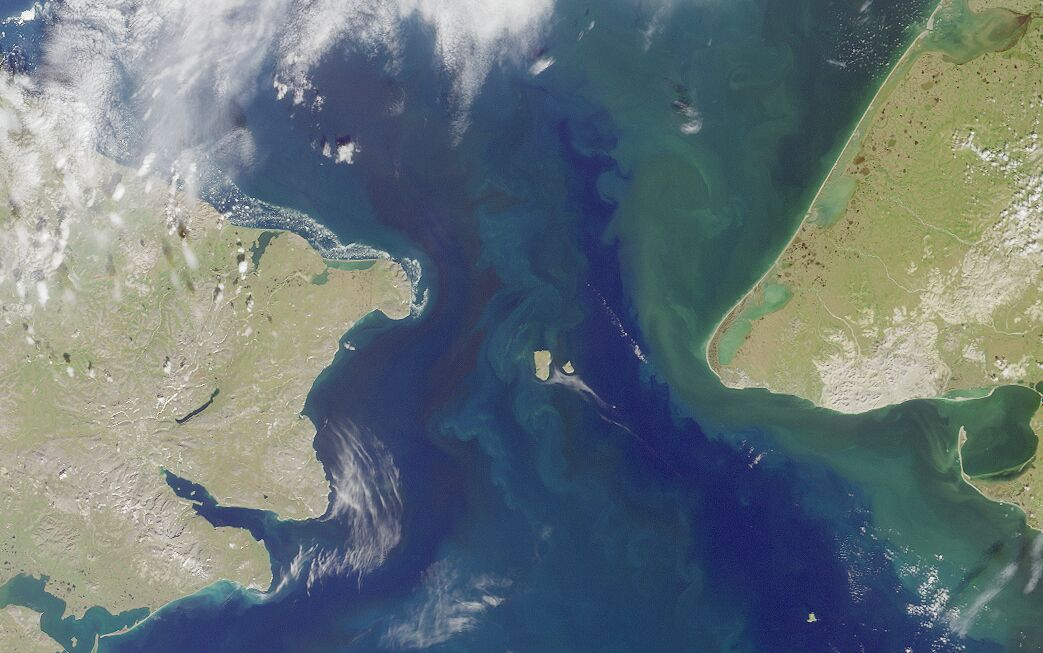
Satellitbild över området

Kap Prince of Wales (engelska Cape Prince of Wales, inuktitut Mys Nykhta) är en udde i Alaska och är den västligaste punkten på den amerikanska kontinenten och tillhör världens yttersta platser.

## Geografi
Kap Prince of Wales ligger längst västerut på Sewardhalvön i den östra delen av Berings sund. Udden skiljer såväl Norra ishavet från Stilla havet som randhavet Berings hav från randhavet Tjuktjerhavet.
Udden ligger i höjd med Diomedeöarna och Fairwayklippan cirka 35 km österut och ca 86 km sydöst om Kap Dezjnjov på den asiatiska kontinenten.
Den internationella datumlinjen löper bara ca 40 km väster om Kap Prince of Wales.
Förvaltningsmässigt utgör udden en del av staden Wales i folkräkningsdistriktet "Nome Census Area".

## Historia
Området har varit bebodda av inuiter sedan lång tid.
Kap Prince of Wales upptäcktes av den brittiske upptäcktsresanden James Cook den 9 maj 1778 och namngavs då efter prinsen av Wales, den blivande Georg VI av Storbritannien.
Möjligen upptäckte dansk-ryske Vitus Bering området redan 1728 och döpte udden då Mys Gwozdewa efter den ryske upptäcktsresanden Michail Gwozdev.